# Boesenbergia macropoda
Boesenbergia macropoda är en enhjärtbladig växtart som beskrevs av Elmer Drew Merrill. Boesenbergia macropoda ingår i släktet Boesenbergia och familjen Zingiberaceae. Inga underarter finns listade i Catalogue of Life.